# レオーン6世

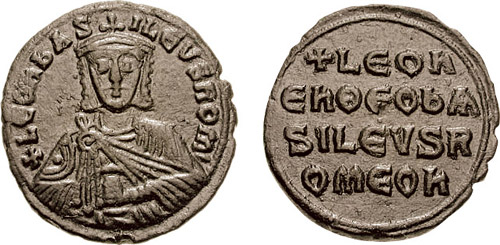
レオーン6世の肖像が描かれた銅貨

レオーン6世“ソフォス”（レオーン6せい“ソフォス”、ギリシア語：Λέων Ϛʹ ὁ Σοφός, Leōn VI ho Sophos、866年9月1日あるいは9月19日 - 912年5月11日）または“フィロソフォス”（ὁ Φιλόσοφος, ho Philosophos）は、東ローマ帝国マケドニア王朝の第2代皇帝（在位：886年 - 912年）。中世ギリシア語読みでは「レオン」となる。“ソフォス”は「賢者」を、“フィロソフォス”は「哲学者」を意味するあだ名である。

## 生涯
マケドニア王朝の開祖バシレイオス1世と、彼の二人目の妻のエウドキア・インゲリナとの間に生まれた。しかし、エウドキア・インゲリナは867年にミカエル3世がバシレイオス1世に暗殺されるまでミカエル3世の愛人であった。そのため866年に生まれたレオーンと、867年（ミカエル3世の暗殺直後）に生まれたステファノスはミカエル3世の息子である可能性を否定できない。こうした噂は既にレオーンの出生直後から広く流布していたようである。なお兄のコンスタンティノスはバシレイオス1世の最初の妻であるマリアとの間に生まれた子供である。これが事実だとすれば公式上、バシレイオス1世の子孫となっているレオーン6世をはじめとするマケドニア王朝の幾人かの皇帝達は実はミカエル3世の子孫であり、アモリア王朝の血統は1056年まで存続したことになる。

### 共同皇帝時代
870年には共同皇帝として戴冠された。872年頃には一時幽閉されていたフォティオスが召喚され、レオーンらバシレイオス1世の息子たちの家庭教師となった。本来レオーンは権力の座につく予定はなかったが、879年に、後継者であった兄コンスタンティノスが没したためレオーンがバシレイオス1世の跡を継ぐことになり、882年に母親のエウドキア・インゲリナの一族のテオファノと結婚した。しかしテオファノと結婚した直後に母が没するとバシレイオス1世とレオーンの関係は急速に悪化した。そして883年には謀反の疑いをかけられて後継者の地位を剥奪され、宮殿内の一室に886年7月まで3年あまり幽閉されていた。レオーンが幽閉された要因、そして復権できた要因についてはなお定説はない。

### 正帝時代
レオーンが復権した直後にバシレイオス1世が崩御したため、その権力を継承した。すぐに彼は当時コンスタンティノポリス総主教に復帰していたフォティオスを更迭し、弟のステファノスを総主教に任命した。
レオーン6世の治世は、前半はレオーンの復帰に尽力したステュリアノス・ザウツェスが実権を振るったとされている。彼はレオーンの愛人で後に二人目の妻となったゾエ・ザウツァイナの父親である。レオーンは後に彼にバシレオパトル（「皇帝の父」、あるいは「宮廷の長」の意味）の地位を創設して与えた。ただし最近の研究によると、ステュリアノスの権力は、従来想定されていたほど強力なものではなかったようである。899年にステュリアノスが没し、ザウツェス一族が失脚すると、それに代わってザウツェス一門の陰謀を通報した宦官のサモナスが実権を握った。彼は当時東ローマ軍で重きをなしていたアンドロニコス・ドゥークスと対立した。アンドロニコス・ドゥークスはバグダードに亡命したが、この事件にはサモナスが関与していたとされている。なおアンドロニコスの息子のコンスタンティノス・ドゥークスは後に復帰している。
レオーンはフォティオスを追放したものの、少年時代にその教えを受けて多方面に渡る学識を身につけており、たくさんの典礼詩や世俗詩、演説などを残した。また首都の商工業者の組合に関する法令集『総督の書』や6世紀のユスティニアヌス1世が編纂させた『ローマ法大全』のギリシャ語改訂版である『バシリカ法典』などの法律書の編纂をもさせている。
このように、内政面・文化面では功績を残したレオーンだったが、対外関係ではいくつか失敗を犯している。893年に第一次ブルガリア帝国のシメオン1世と開戦した。レオーンは当時ドナウ川北岸にいたマジャル人と同盟してブルガリアを挟撃したが、896年にはブルガロフュゴンでブルガリアに敗北して、毎年貢納金を支払う条件で和平を結んだ。なおこの時マジャル人も敗走して、現在のハンガリー平原に侵入することになる。
西方の領域でも敗北が続いた。888年にはミラッツォ沖でイスラーム艦隊に敗北を喫した。902年にはシチリア島で事実上最後の拠点であったタオルミナが陥落した。またエーゲ海の奥深くにまでイスラーム艦隊が侵入して各地を荒らし、904年には帝国第二の都市テッサロニキが襲撃され、多くの犠牲者を出した。イスラーム艦隊に対してレオーン6世はヒメリオスを艦隊司令官に任じて反撃を行わせた。ヒメリオスは当初大きな成果を挙げるが、911年のクレタ島遠征は完全な失敗に終わっている。また907年にはキエフ・ルーシの艦隊がコンスタンティノポリスを攻撃している（en:Rus'–Byzantine War (907)）。一方アナトリア半島東部では帝国の領域をユーフラテス川の東側にまで拡大し、テマ・メソポタミアを設置した。
レオーンには長い間後継者となる男子が生まれなかったため、私生活の面でもトラブルを起こした。最初の妻テオファノが897年頃に病死すると、898年に年来の愛人ゾエ・ザウツァイナと結婚したが、ゾエは翌年病死。その後3度目の妃エウドキア・バイアナを迎えたが、レオーン自身が三度目の結婚を禁止する法律を発布していたために、教会に反対された。
901年にはエウドキアも死去。レオーンには未だに子供がいないままだったので、4番目の妃であるゾエ・カルボノプシナ（ヒメリオスの一族）を迎え、905年についに息子のコンスタンティノス（のちのコンスタンティノス7世）が生まれた。当初、側近で学友でもあった総主教のニコラオス1世ミュスティコスはコンスタンティノスの認知のみ承認することで事態を収拾しようとしたが、レオーンがゾエとの正式な結婚に踏み込んだ（「四婚問題」）ために態度を硬化させた。その結果ニコラオス1世は906年のクリスマスおよび翌年の神現祭では、レオーンはハギア・ソフィア大聖堂への立ち入りを禁じた。そのためレオーン6世はニコラオス1世を解任し、自身の信任する修道士エウテュミオスを後任とした。しかしこれはニコラオス派とエウテュミオス派の対立を惹起することになってしまう。
912年5月11日に病により崩御した。コンスタンティノス7世がまだ幼かったため、バシレイオス1世の代から共同皇帝の地位にあったアレクサンドロスが後継者となった。